# Tarantella di Piedigrotta
(Salvatore Di Giacomo)
La Tarantella di Piedigrotta o Celebre tarantella (a volte solo Tarantella napoletana) è un brano musicale del 1852 di Luigi Ricci. Pezzo forte dell'opera buffa La festa di Piedigrotta, gode di vasta popolarità, e il suo tema principale si è identificato, nell'immaginario collettivo statunitense, nel motivo (riff) di «musica italiana» per eccellenza. Fenomeno analogo si registra in Italia, dove esso rappresenta la tarantella napoletana per antonomasia, immediatamente evocativa di Napoli e della Campania: il brano infatti è presto entrato e sempre rimasto in voga in molte manifestazioni nel folklore regionale.
Il tema principale

## Storia

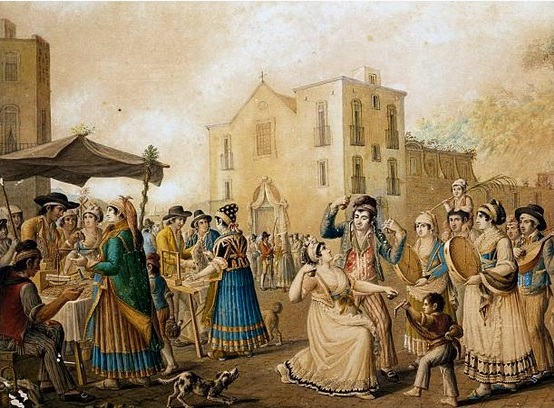
Illustrazione della festa di Piedigrotta a Napoli intorno al 1813

Composta per il Teatro nuovo su libretto di Marco D'Arienzo, La festa di Piedigrotta andò in scena la prima volta il 7 settembre 1852. L'opera fu un successo eclatante, tanto da essere rappresentata 364 volte, e proprio l'atto III, aperto da questa tarantella, venne particolarmente apprezzato dal pubblico che spesso ne invocava il bis. È plausibile che il brano tragga ispirazione da temi presenti in una più antica tradizione musicale non scritta, ininterrotta a Napoli fino alla contemporaneità.
Nel maggio 1858 il fratello del compositore, Federico Ricci, direttore del conservatorio di Pietroburgo, in occasione di una sessione d'esame presso l'istituto fece eseguire la tarantella come intermezzo alla Zingara di Balfe, conquistando l'ovazione del pubblico e la richiesta del bis. Dallo scorcio dell'Ottocento, con l'emigrazione negli Stati Uniti, il celebre brano e le sue varianti popolari si diffusero oltreoceano, divenendovi esempio tipico di tarantella napoletana.

## Testo
Il componimento di D'Arienzo consiste di dieci quartine di ottonari a rima alternata (abab), con i versi dispari piani e i pari tronchi. Il testo in napoletano, scritto in prima e seconda persona, espone la confessione delle pene d'amore di un giovane alla propria innamorata, che viene invitata a ballare (strofe 1-5), ma con il condimento malizioso di alcune evidenti allusioni sessuali (strofe 6-10).
|    | Viene ccà; non fa cchiù Zeza; |
|    | Te remolla, Carmenè;          |
|    | Vide, vi, sì fatta meza,      |
| 4  | Né saje dirme lo pecchè.      |
|    |                               |
|    | Io purzì mme vedo e sento     |
|    | Mpilo mpilo ndebolì;          |
|    | Mme so fatto no peliento,     |
| 8  | Né la causa saccio dì.        |
|    |                               |
|    | Da chell'ora ch'a la festa    |
|    | Nce ncontràjemo, Carmenè,     |
|    | Tengo mpietto na tempesta,    |
| 12 | Comme tu ll'aje mpietto a te. |
|    |                               |
|    | Quanno sto da te lontano      |
|    | Io mme sento ascevolì:        |
|    | Tu faje segno co la mano,     |
| 16 | C'a te pure fa accossì.       |
|    |                               |
|    | Viene mo; co sta resella      |
|    | Tu no mmito vuoje da me:      |
|    | A ballà la tarantella         |
| 20 | Fatte annanza, azzecca, azzè. |
|    |                               |
|    | No carofano scarlato          |
|    | Tengo schiuso, Carmenè;       |
|    | A nisciuno ll'aggio dato      |
| 24 | Pe stiparlo schitto a te.     |
|    |                               |
|    | Vì lo core che te dice:       |
|    | Dì, lo vuoje, o no lo vuò?    |
|    | Si lo cirche, si felice;      |
| 28 | Io lo coglio, e te lo do.     |
|    |                               |
|    | Tu purzì tiene na cosa,       |
|    | Carmenè, che fa pe mme;       |
|    | È na bella e fresca rosa,     |
| 32 | Che cchiù cara no non c'è!    |
|    |                               |
|    | Pe no poco, no momento        |
|    | Dalla a me, sperenno io sto:  |
|    | Famme sì, famme contento,     |
| 36 | Carmenè, dammella mo.         |
|    |                               |
|    | De sti sciure no mazzetto     |
|    | Voglio farne, mena me':       |
|    | Po a ballà no minuetto        |
| 40 | Vienetenne, Carmenè.          |

## Musica

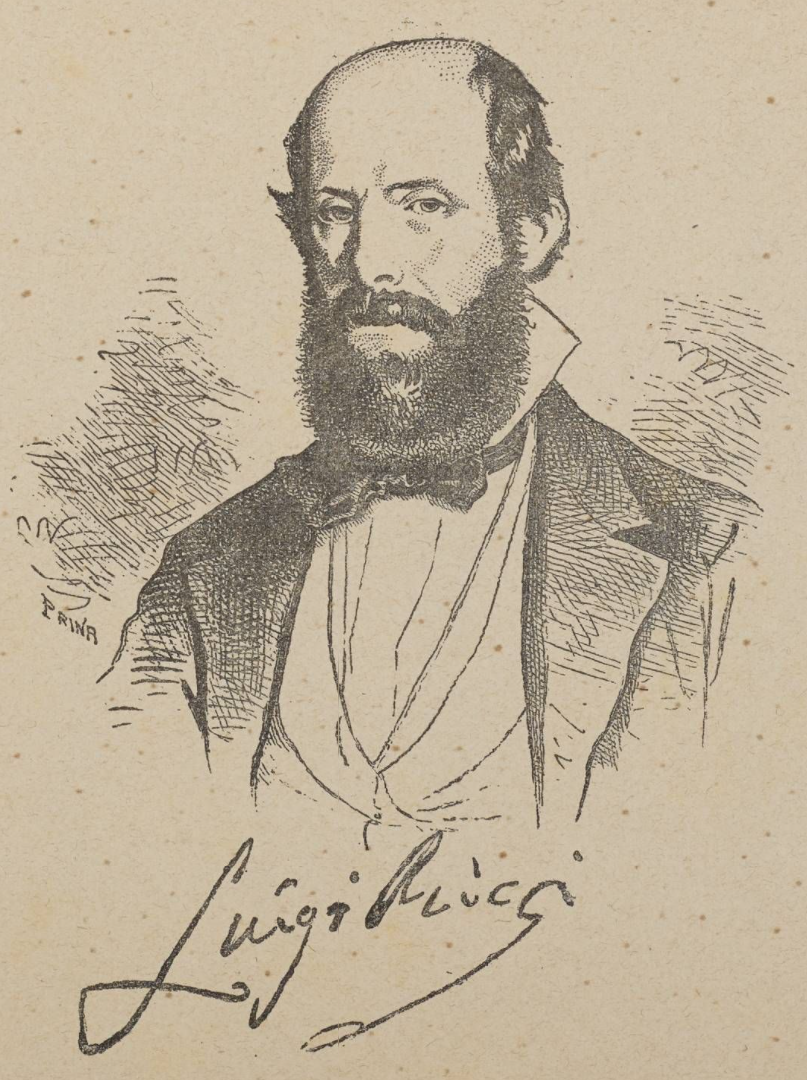
Luigi Ricci

La Tarantella di Piedigrotta è eseguita in diverse varianti: il tema principale è costante in tutte, ma il brano d'opera originale presenta una maggior ricchezza tematica e armonica, con una semplice successione d'idee melodiche sostenuta e amalgamata dal ritmo accattivante del ballo.
Sul piano melodico si individuano diversi temi, che si associano ciascuno a una diversa strofa del testo. I temi sono intervallati da un passaggio strumentale (una scala minore discendente con poche variazioni) prima della terza, sesta e ottava strofa, e si ripetono daccapo dopo la quinta; nelle sole prime cinque strofe il canto è riecheggiato identico dagli strumenti. Segue una coda in accelerando che include più frasi o periodi con cui la voce risponde agli strumenti e ribadisce i versi conclusivi della quinta e decima strofa.
Sul piano armonico, dalla prima alla seconda di ciascun gruppo di cinque strofe, si realizza il cambio di modo dal mi minore (della partitura originale) al sol maggiore; subito dopo, la scala variata di si minore strumentale traghetta il brano verso la modulazione al mi maggiore della terza strofa. Due ulteriori modulazioni temporanee in tono vicino conducono alla tonalità di sol♯ minore nella quarta strofa, di nuovo al mi maggiore nella quinta e indi daccapo, alla tonalità di partenza con cui lo schema riprende dalla sesta strofa e, dopo l'ultima, sfocia nella coda.
In molte esecuzioni, soprattutto popolari e slegate dall'opera, il brano è spesso trasportato in la minore.

## Fortuna

### Usi e adattamenti
A Napoli e in Campania la tarantella di Ricci è presto entrata in uso nelle occasioni di festa, specie nei carnevali della regione; ciò rappresenta un caso d'accoglimento popolare di un pezzo d'origine colta.
La popolarità del brano nel mondo ha dato luogo a varie citazioni e adattamenti. Del 1950 è la cover Lucky, Lucky, Lucky Me, di Buddy Arnold e Milton Berle, con testo in inglese, incisa da Evelyn Knight con The Ray Charles Singers; di poco posteriore (1956) la citazione del tema principale come incipit del brano Aaja sanam di Shankar Jaikishan per il film Chori chori. Nel 1999 Bruce Springsteen in concerto al Ferraris di Genova invitò sul palco la madre Adele e la zia (sorella di lei) per ballare la tarantella di Ricci eseguita dai Three Accordions.

### Stereotipo
La Tarantella di Piedigrotta è nota, soprattutto negli Stati Uniti, come tema tipico della musica popolare italiana, di cui la tarantella in generale è vista come il ballo più rappresentativo. In tal senso assume la funzione, analoga a quella di altri motivi «etnici» o presunti tali, di rappresentare un popolo tramite uno stereotipo musicale. Sebbene il caratteristico ritmo di tarantella sia riconoscibile in altri celebri brani, come Funiculì funiculà o La danza rossiniana, che trovano a loro volta impiego per simboleggiare l'«italianità», l'inconfondibile tema di Ricci è nell'immaginario collettivo statunitense l'Italian tune (o song o riff), e il carattere giocoso l'ha reso adatto a impieghi comici, parodistici, a volte banalizzanti dell'antica tradizione culturale di musica e danza popolari in Italia meridionale. Anche in Italia, del resto, il brano strumentale e il suo tema rappresentano la tarantella napoletana per antonomasia, a un livello di popolarità maggiore della stessa celebre tarantella di Rossini.

### Riferimenti
- Seconda fase 1840-1855, su La canzone napoletana. URL consultato il 27 giugno 2023.
- (EN) James Bennett II, That Italian Song You Know But Can't Quite Identify? We Name That Tune, su WQXR, 31 luglio 2018. URL consultato il 27 giugno 2023.

### Audio e spartiti
- La tarantella di Luigi Ricci, su La canzone napoletana. URL consultato il 27 giugno 2023.
- (EN) Spartiti liberi di Tarantella napoletana, in International Music Score Library Project, Project Petrucci LLC.
- (EN) Lucky, Lucky, Lucky Me, su SecondHandSongs. URL consultato il 27 giugno 2023.